# Bulbophyllum volkensii
Bulbophyllum volkensii là một loài phong lan thuộc chi Bulbophyllum.